# هانز مارتن شتير
هانز مارتن شتير (بالألمانية: Hans-Martin Stier) (و. 1950 – م) هو ممثل، ومغن من ألمانيا . ولد في باد امس .

## روابط خارجية
- هانز مارتن شتير على موقع IMDb (الإنجليزية)
- هانز مارتن شتير على موقع قاعدة بيانات الأفلام العربية
- هانز مارتن شتير على موقع ألو سيني (الفرنسية)
- هانز مارتن شتير على موقع أول موفي (الإنجليزية)
- هانز مارتن شتير على موقع قاعدة بيانات الأفلام السويدية (السويدية)
- هانز مارتن شتير على موقع قاعدة بيانات الأفلام السويدية (السويدية)
- هانز مارتن شتير على موقع ديسكوغز (الإنجليزية)
- هانز مارتن شتير على موقع قاعدة بيانات الفيلم (الإنجليزية)
- هانز مارتن شتير على موقع كينوبويسك (الروسية)